# Білашів (Ковельський район)
Білаші́в — село в Україні, у Колодяжненській сільській громаді Ковельського району Волинської області. Населення становить 493 осіб. Колишній центр сільради.

## Історія
У 1906 році село Любитівської волості Ковельського повіту Волинської губернії. Відстань від повітового міста 12 верст, від волості 9. Дворів 91, мешканців 653.
Від 1943 р. українці —мешканці села, стали потерпати від сусідства з польською колонією «Засмики», на якій утворилася пляцувка, де невдовзі зібрано було професійних військовиків, утворено озброєні групи.
У серпні озброєна польська боївка без жодних підстав обстріляла і підпалила обійстя Івана Лозовицького і Каленика Журавського. У вогні загинула літня Феодосія Журавська. Наступного місяця, прийшовши із «Засмиків», кривдники застрілили Євдокію Антонюк.
Тоді ж, у вересні, нагрянувши ще раз, сокирою зарубали літнього Пилипа Смаля, через кілька днів у клуні за молотінням застали Володимира Корнелюка і Самсона Гладишука. Убили обох, а також Петра Луця.
17 жовтня 1943 року озброєні банди, прийшовши з пляцувок у Люблятині й «Засмиків», спалили будівлі Білашева, вбили подружжя літніх Рибчуків, Мельників, Боярчуків, Назарів, Міщуків із дітьми, а також Гладишуків.
Ряд із них закатували – зокрема, Саву Козла, «зекономивши» кулю — його задушили путом, Василя Мельника, літніх Агафію Демчук і Саву Боця спалили живцем, 15 українців убили на хуторі Загора.
В ту пору аківське керівництво (Армії Крайової) пляцувок узялося виконувати запланований польським еміграційним урядом план «Буря» («Бужа»), що мав проголосити незалежність Польщі до вступу радянських військ у Західну Україну з тим, щоб вона ввійшла до її складу. Тому Білашів і вся околиця стали «зоною розширення оперативних дій» 27-ї дивізії Армії Крайової. Збройне угрупування і мало вчинити це проголошення на терені, що призвело до повального вигнання, пограбування та знищення українського населення. Втрати по селу — не менше 63 українців.

## Населення
Згідно з переписом УРСР 1989 року чисельність наявного населення села становила 588 осіб, з яких 281 чоловік та 307 жінок.
За переписом населення України 2001 року в селі мешкали 493 особи. 100 % населення вказало своєю рідною мовою українську мову.